# Ellen Drew
Pour les articles homonymes, voir Drew.
Ellen Drew, de son vrai nom Esther Loretta Ray, est une actrice américaine, née le 23 novembre 1915 à Kansas City, dans le Missouri, et morte d'une maladie du foie le 3 décembre 2003 à Palm Desert, en Californie (États-Unis).

## Biographie
Elle a joué dans de nombreuses séries télévisées américaines. Elle possède son étoile sur le Walk of Fame de Hollywood.

## Filmographie

### Cinéma

#### Années 1930
- 1936 : Le Retour de Sophie Lang (The Return of Sophie Lang) de George Archainbaud : Une secrétaire
- 1936 : Rhythm on the Range de Norman Taurog : Une invitée à la fête
- 1936 : Yours for the Asking d'Alexander Hall
- 1936 : Ma femme américaine (en) (My American Wife) de Harold Young
- 1936 : Hollywood Boulevard de Robert Florey
- 1936 : Lady Be Careful (en) Lady Be Careful de Theodore Reed : Jeune fille sur le voilier
- 1936 : Wives Never Know d'Elliott Nugent
- 1936 : Calibre neuf millimètres (Murder with Pictures) de Charles Barton
- 1936 : Miousic 1937 (en) (The Big Broadcast of 1937) de Mitchell Leisen : Telephone girl
- 1936 : Rose Bowl (en) de Charles Barton : Mary Arnold
- 1936 : Le Doigt qui accuse (The Accusing Finger) de James P. Hogan :
- 1936 : L'Appel de la folie (College Holiday) de Frank Tuttle : étudiante
- 1937 : Murder Goes to College de Charles Reisner : Lil
- 1937 : Le Crime que personne n'a vu (en) (The Crime Nobody Saw) de Charles Barton : secrétaire
- 1937 : La Loi du milieu (Internes Can't Take Money) d' Alfred Santell
- 1937 : Place aux jeunes (Make Way for Tomorrow) de Leo McCarey : Usherette
- 1937 : Éteignez la lune! (en) (Turn Off the Moon) de Lewis Seiler
- 1937 : Nuit de mystère (en) (Night of Mystery) d'Ewald André Dupont : secrétaire
- 1937 : Hotel Haywire (en) de George Archainbaud : standardiste
- 1937 : Mountain Music (en) de Robert Florey : Helen
- 1937 : This Way Please de Robert Florey : Chorus Girl
- 1938 : Les Flibustiers (The Buccaneer) de Cecil B. DeMille
- 1938 : Scandal Street (en) de James P. Hogan
- 1938 : Dangerous to Know de Robert Florey : secrétaire
- 1938 : La Huitième Femme de Barbe-Bleue (Bluebeard's Eighth Wife) d'Ernst Lubitsch : secrétaire
- 1938 : Noix-de-Coco Bar (Cocoanut Grove) d'Alfred Santell : la réceptionniste de la station radio
- 1938 : Casier judiciaire (You and Me) de Fritz Lang : caissière
- 1938 : Les Bébés turbulents (Sing You Sinners) de Wesley Ruggles : Martha Randall
- 1938 : Le Roi des gueux (If I Were King) de Frank Lloyd : Huguette
- 1939 : The Lady's from Kentucky : Penelope 'Penny' Hollis
- 1939 : The Gracie Allen Murder Case : Ann Wilson
- 1939 : Geronimo le peau rouge (en) (Geronimo) : Alice Hamilton

#### Années 1940
- 1940 : French Without Tears : Diana Lake
- 1940 : Women Without Names : Joyce King
- 1940 : Buck Benny Rides Again (en) de Mark Sandrich : Joan Cameron
- 1940 : Le Gros Lot (Christmas in July) : Betty Casey
- 1940 : The Texas Rangers Ride Again : Ellen 'Slats' Dangerfield
- 1941 : The Mad Doctor : Linda Booth
- 1941 : The Monster and the Girl (en) de Stuart Heisler : Susan Webster
- 1941 : Le Tombeur du Michigan (Reaching for the Sun) de William A. Wellman : Rita
- 1941 : The Parson of Panamint (en) de William C. McGann : Mary Mallory
- 1941 : Une femme de trop (Our Wife) : Babe Marvin
- 1941 : Night of January 16th : Kit Lane
- 1942 : André et les Fantômes (The Remarkable Andrew) de Stuart Heisler : Peggy Tobin
- 1942 : Mon espion favori (My Favorite Spy) de Tay Garnett : Teresa 'Terry' Kyser
- 1942 : Au pays du rythme (Star Spangled Rhythm) : Finale
- 1942 : Ice-Capades Revue (en) de Bernard Vorhaus : Ann
- 1943 : Night Plane from Chungking : Ann Richards
- 1944 : L'Imposteur (The Impostor) : Yvonne
- 1944 : That's My Baby! (en) de William Berke : Betty Moody
- 1944 : Dark Mountain : Kay Downey
- 1945 : China Sky : Louise Thompson
- 1945 : L'Île des morts (Isle of the Dead) : Thea
- 1945 : Man Alive (en) de Ray Enright : Connie McBride
- 1946 : Sing While You Dance : Susan Kent
- 1946 : Crime Doctor's Man Hunt : Irene Cotter
- 1947 : L'Heure du crime (Johnny O'Clock) : Nelle Marchettis
- 1948 : Le Manoir de la haine (The Swordsman) de Joseph H. Lewis : Barbara Glowan
- 1948 : La Peine du talion (The Man from Colorado) : Caroline Emmet
- 1949 : Le passé se venge (The Crooked Way), de Robert Florey : Nina Martin

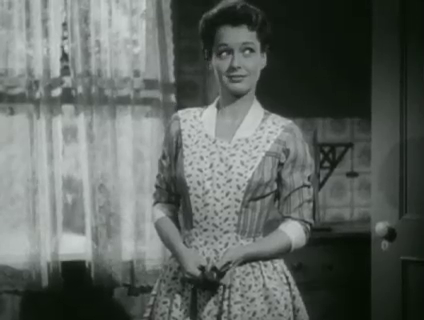
Dans Stars in my Crown (1950).

#### Années 1950
- 1950 : Éclaireur indien (Davy Crockett, Indian Scout) de Lew Landers : Frances Oatman
- 1950 : Le Baron de l’Arizona (The Baron of Arizona) : Sofia 'The Baroness' de Peralta-Reavis
- 1950 : S.O.S. - Cargo en flammes (Cargo to Capetown) : Kitty Mellar
- 1950 : Stars in my Crown : Harriet Gray
- 1951 : Les Rebelles du Missouri (The Great Missouri Raid) : Bee Moore
- 1951 : Le Cavalier de la mort (Man in the Saddle) : Nan Melotte
- 1953 : America for Me : School Teacher
- 1957 : Outlaw's Son : Ruth Sewall

### Télévision
- 1959 : The Millionaire (Série TV) : Julia Conrad
- 1960 : Perry Mason (Série TV) : Julia Webberly
- 1961 : The Barbara Stanwyck Show (en) (Série TV) : Kate